# Іката

Іка́та (яп. 伊方町, いかたちょう, МФА: [ikata t͡ɕoː]?) — містечко в Японії, в повіті Ніші-Ува префектури Ехіме. Розташоване в західній частині префектури, на півострові Садамісакі. Отримало статус містечка 2005 року. Площа становить 94,39 км². Станом на 1 липня 2012 року населення складало 10 337  осіб, густота населення — 110 осіб/км².   